# DJ Trevi
Treavor Alvarado más conocido por su nombre artístico DJ Trevi y bajo otros seudónimos como Martin Treavor es un DJ, productor musical, personalidad de programas de telerrealidad y actor estadounidense, mexicano, que apareció en la película independiente Left at the Rio Grande y 12 corazones, la segunda temporada de la serie de Telemundo, 12 Corazones .
El primer sencillo de Trevi, "Love", le valió su primer top ten. El sencillo "Love" alcanzó el puesto número 9 en " MTV " " Jango Radio Airplay. En 2012, su álbum debut EP, Apocalypse 2012, fue lanzado en CS Recordings.
En 2014, se lanzó "No Way Out" y fue nominado como Mejor Sencillo Dance/Electrónico del Año en la 23.ª edición de los Premios Anuales de Música de Los Ángeles.[9]

## Primeros años

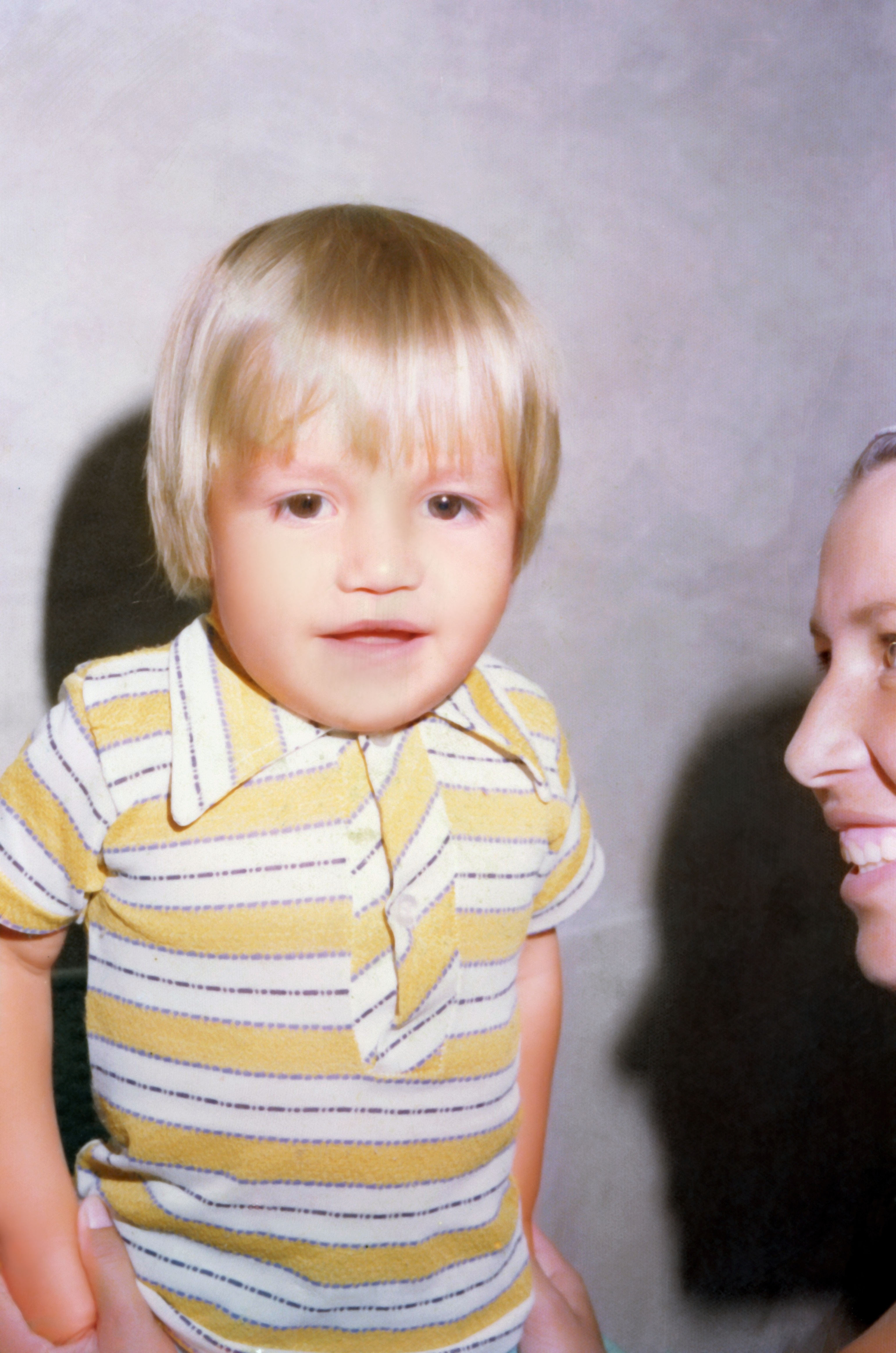
Treavor Alvarado a los 3 años

Alvarado creció en los Estados Unidos, Alemania y España.
Es el hijo pequeño de Carmen Avilés García y Manuel Alvarado Martínez. Alvarado mostró amor por la música a una edad temprana. Alvarado estaba escribiendo música a los siete años. Su madre le compró su primer mezclador y tocadiscos en su adolescencia. Alvarado asistiría a la escuela de Actuación y Modelaje Patricia Sturla en Los Ángeles, donde comenzaría a hacer papeles menores para la televisión de habla hispana en Estados Unidos. Alvarado se graduaría de la Universidad Estatal de California con una Licenciatura en Producción de Cine y Televisión. También recibiría un título de asociado en producción musical y otro en comunicaciones.

## Ascendencia

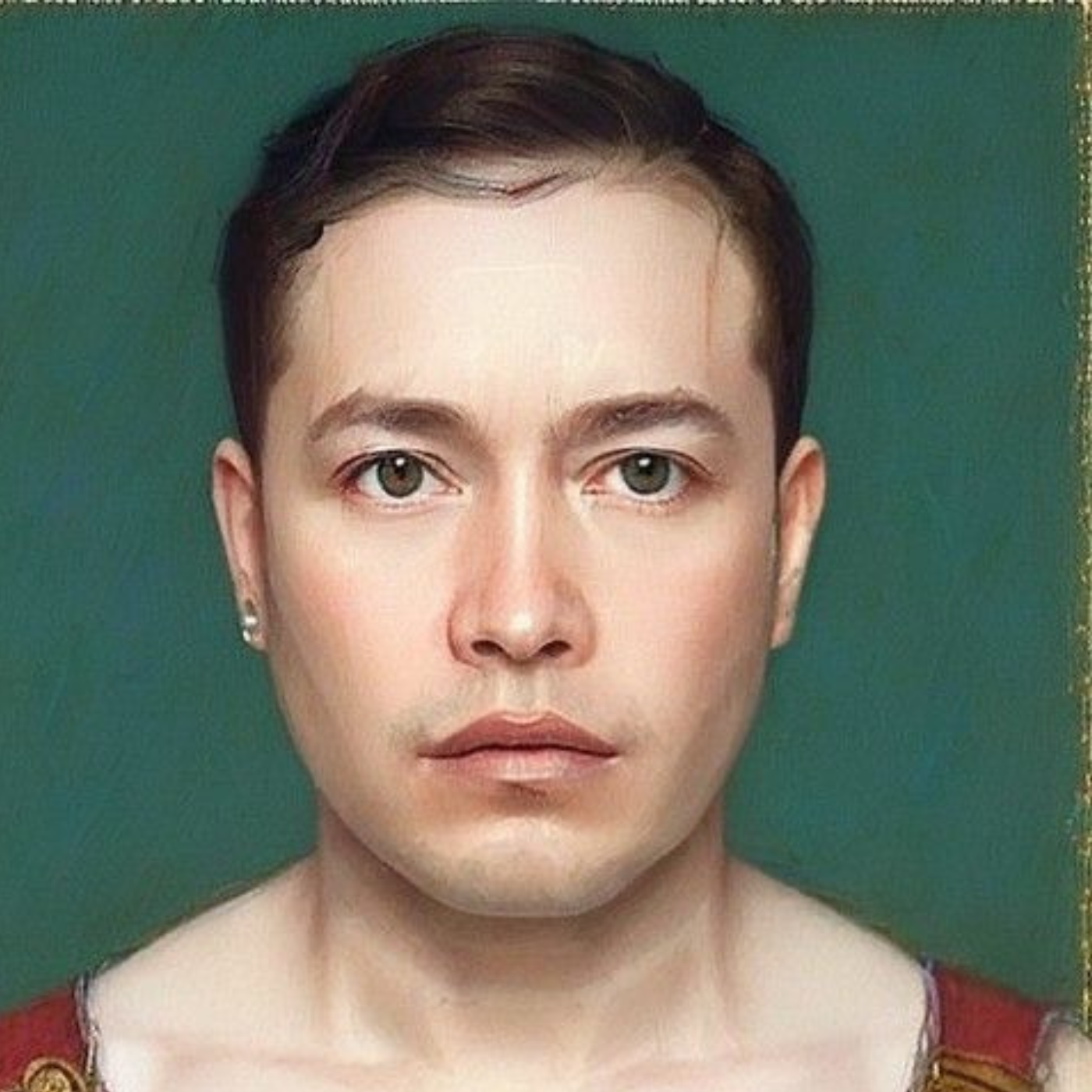
Treavor Alvarado

Su undécimo bisabuelo Capitán Lorenzo de Padilla Davila y Machicao, Capitán de los tercios en Flandes, Linaje de los Dávila de Jerez de la Frontera, antigua familia que se encuentra presente en Jerez desde su repoblación en tiempos de Alfonso X El Sabio. Hijo de Hernando de Padilla Dávila, un noble, corsario, militar y funcionario jerezano participante en la Jornada de Túnez, que ocupó los cargos de contino del emperador Carlos V, caballero veinticuatro de Jerez de la Frontera, así como comendador de la Orden de Santiago. Su Bisabuelo era García Dávila y García de Sigüenza, VI Señor de Villamarta.
Capitán Lorenzo Davila pasó a la Nueva Galicia en 1563 fue con Hernando de Martel Gallegos a la fundación de la Villa de Santa María de los Lagos. Murió en una embestida de los indios Guachichiles dejando huérfanos a sus 5 hijos, su hijo mayor Hernando muere poco tiempo después a mano de los indios de la región. Casó hacia 1558 con Doña Marian Temiño de Velasco, segunda en su nombre, quien había sido bautizada en el sagrario de la Ciudad de México el 21 de agosto de 1543 habiendo sido apadrinada por el no tan célebre Factor Gonzálo de Salazar, conocido como "el gordo" y su hermano Hernando de Salazar. Hija de Pedro Pacho de origen judeo converso y de Ana Temiño de Velasco hermana de uno de los fundadores de Zacatecas Don Baltasar Temiño de Bañuelos. 

Escudo Alvarado

Otro importante linaje de su padre y madre se remonta a los Primeros Conquistadores de las Américas y las 117 familias que llegaron a la Nueva España, en 1550, en lo actual,Los Altos De Jalisco, México. Incluyendo a Gómez de Alvarado y Contreras, su bisabuelo 14 veces. Miembro de la Familia Alvarado y hermano mayor del famoso conquistador Pedro de Alvarado. Su bisabuela parterna Manuela Villaseñor Encisco es decente del linaje de El capitán Juan de Villaseñor (1500, Castillo de Uclés, Reino de Castilla - 1576. 
Uno de sus antepasados más notables es su noveno bisabuelo Antino Escoto De Tovar, un noble español y teniente de alcalde de Jalostotitlán quien escribió su relato de la resurrección de una niña atribuida a la Virgen de San Juan. De Los Lagos.

## Carrera

### Televisión y cine

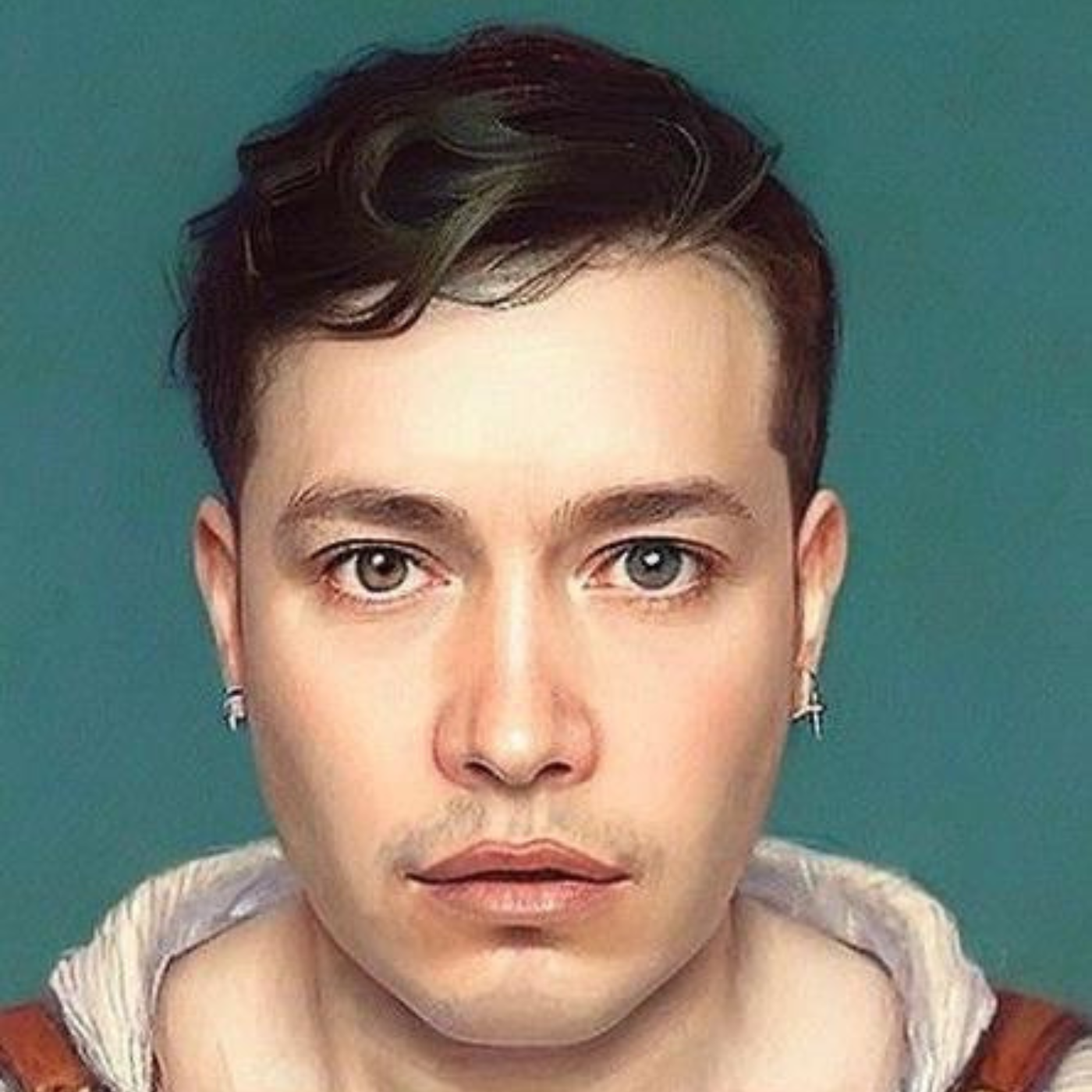
Treavor Alvarado

Antes de convertirse en un DJ y productor internacional, Alvarado fue pasante en American Broadcasting Company y trabajó en el programa de revista Vistillas L.A., ganador de dos Emmy. Sus apariciones en televisión incluyen, 12 Corazones. 
En 2005, Karla Shelton eligió a Alvarado para la película independiente Left At the Rio Grand, dirigida por Kevin Abrams (director de cine). En 2007, Treavor trabajó en Kids By The Dozen: The Cason para la serie de telerrealidad de TLC, Kids By The Dozen.

### Sello CS Recordings y Apocalypse 2012
El 10 de octubre de 2011, su primer sencillo exitoso,, Love . pasó a la rotación con artistas como Deadmau5, Tiesto, Daft Punk y Swedish House Mafia alcanzando el número 9 en Jango Radio Air Play propiedad de MTV .
En 2012, Alvarado comenzó su sello discográfico, CS Recordings, que, junto con LW Recordings, lanzó el álbum Apocalypse 2012. Incluía las canciones "Apocalypse 2012", "Get Down", "Superhero" y la pista de baile duro. "Esquizofrenia". "Love" y "Apocalypse 2012" aparecieron en el documental Gay Latino Los Angeles: Coming Of Age.
"Schizophrenia" apareció en la megaserie Amsterdam Dance Essentials: Hard Dance y se convirtió en una de las canciones más descargadas en iTune. El 14 de agosto de 2012, se lanzó No Way Out y fue nominado mejor sencillo Dance/Electrónico del Año en la 23.ª Entrega Anual de los Premios Musicales de Los Ángeles.
En 2013, Alvarado se asoció con Mike Avery y Tiffany Jackson y lanzó el sencillo "Movin", su primer sencillo en llegar al top 20  en las listas Hard Dance de Track It Down. El seguimiento, un remix de Billy Seal de "Apocalypse", también alcanzó el top 10 en las listas Electro House de Track It Down.

### Televisión española, cine y Bailando En Ninguna Parte
En 2021, Alvarado interpretó a un DJ en la película Party Beast.. Debutó en la televisión española en horario de máxima audiencia en la tercera temporada de la serie de telerrealidad de Cuatro First Dates. Con altos índices de audiencia y una base de tendencias en las redes sociales, Alvarado fue noticia.
Alvarado produjo la canción "Tu Ca Nun Chiagne" para la cantante tunecina Haythme Hadhiri, que recibió atención en la televisión y la radio tunecina y marroquí.

## Trabajo de televisión
- 12 Corazones Telemundo ; 2005) Cáncer
- Niños por Docena TLC ; 2007) Trevor

## Trabajo de cine
- Left at the Rio Grande AFI ; 2005) Manny
- Cobarde Young Talents Film, 2017- Director de fotografía
- Chantaje, Young Talent Film, 2017 - Director de fotografía
- Party Beasts, Maat Mons Films, 2021 -DJ (cortometraje)

## Discografía
- " Love " (sencillo) (CS Recordings; 2011)
- Apocalipsis 2012 (EP) (CS Recordings; 2012)
- Sin salida (sencillo) (CS Recordings; 2013)
- " Movin' " con Mike Avery (sencillo) (CS Recordings; 2013)
- " Apocalypse (The Second Coming) " (sencillo) (CS Recordings; 2013)
- " Shallow " con Mike Avery (sencillo) (CS Recordings; 2014)
- "Tu Ca Nun Chiagne" de Haythem Hadiri Producido por Treavor Alvarado (sencillo) (CS Recordings; 2017)
- "7 (God's Child)" (sencillo) (CS Recordings; 2018)
- "Oh Father (sencillo) (CS Recordings; 2019)
- "Out Of Me" de Dimitris Nezis producido y escrito por Treavor Alvarado y Dimitris Nezis (2020)
- "Get Down" (sencillo) (CS Recordings; 2019)

## Premios

### Premios de la Música De Los Ángeles
En noviembre de 2013, DJ Trevi fue nominado a mejor sencillo Danse del año.
| Año  | Nominado / trabajo | Galardón                                 | Resultado |
| ---- | ------------------ | ---------------------------------------- | --------- |
| 2013 | No Way Out         | Mejor Sencillo Sance/Electrónico Del Año | Nominado  |